# Грузоподъёмный стол
Подъёмный стол — грузоподъёмная машина, предназначенная для подъёма грузов на платформе.
Грузоподъёмные столы широко используются для вертикального перемещения, наклона или подачи грузов в производстве, торговле, складском хозяйстве, сфере обслуживания и на транспорте. Они могут эксплуатироваться как внутри, так и вне помещения, устанавливаться на уровне пола или в углубление.

## Типы
Грузоподъёмные столы подразделяют на:
- столы ножничного типа;
- столы со сдвоенными ножницами;
- низкорамные столы;
- погрузочные платформы;
- столы моногидравлические (консольные);
- столы с большой высотой подъёма.

## Конструкция подъёмного стола

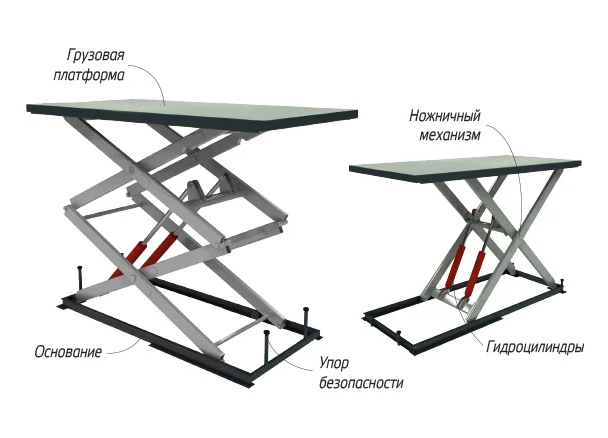

Подъемный стол состоит из ножничного подъемного механизма, который приводится в движение гидравлическим цилиндром. Давление в цилиндре нагнетается маслостанцией или силовым блоком. Обычно, грузовые подъемные столы устанавливаются в заранее подготовленном бетонном приямке. Но есть также разновидность низкопрофильного стола, который просто ставят на асфальт и подключают к сети. 

Маслостанция состоит из электродвигателя, мощного насоса и резервуара для масла. Может быть выносным элементом, или интегрированным в приямок, который подключается шлангами к гидроцилиндрам. Это открывает широкие возможности в плане расположения подъемника.